# Islandia na Zimowych Igrzyskach Olimpijskich 2006
Islandię na Zimowych Igrzyskach Olimpijskich 2006 reprezentowało 5 zawodników. Żaden z nich nie zdobył medalu.

## Wyniki

### Narciarstwo alpejskie

#### Mężczyźni
| Zawodnik                | Konkurencja   | 1. przejazd | 1. przejazd | 2. przejazd | 2. przejazd | Czas końcowy     | Pozycja          | Źródło |
| Zawodnik                | Konkurencja   | Czas        | Pozycja     | Czas        | Pozycja     | Czas końcowy     | Pozycja          | Źródło |
| ----------------------- | ------------- | ----------- | ----------- | ----------- | ----------- | ---------------- | ---------------- | ------ |
| Sindri M. Palsson       | Zjazd         | 1:57.69     | 48.         | Nie dotyczy | Nie dotyczy | 1:57.69          | 48.              | [ 1 ]  |
| Bjoergvin Bjoergvinsson | Slalom gigant | DNF         | DNF         | NQ          | NQ          | Nieklasyfikowany | Nieklasyfikowany | [ 2 ]  |
| Kristjan Uni Oskarsson  | Slalom gigant | DNF         | DNF         | NQ          | NQ          | Nieklasyfikowany | Nieklasyfikowany | [ 2 ]  |
| Bjoergvin Bjoergvinsson | Slalom        | 57.07       | 31.         | 54.16       | 24.         | 1:51.23          | 22.              | [ 3 ]  |
| Kristjan Uni Oskarsson  | Slalom        | 58.92       | 37.         | 55.78       | 31.         | 1:54.70          | 28.              | [ 3 ]  |
| Kristinn Ingi Valsson   | Slalom        | 1:03.27     | 48.         | 56.53       | 33.         | 1:59.80          | 35.              | [ 3 ]  |
| Sindri M. Palsson       | Slalom        | DNF         | DNF         | NQ          | NQ          | Nieklasyfikowany | Nieklasyfikowany | [ 3 ]  |

| Zawodnik          | Konkurencja | Zjazd   | Zjazd   | Slalom         | Slalom         | Slalom         | Slalom  | Czas końcowy     | Pozycja          | Źródło |
| Zawodnik          | Konkurencja | Czas    | Pozycja | Czas przejazdu | Czas przejazdu | Czas całkowity | Pozycja | Czas końcowy     | Pozycja          | Źródło |
| Zawodnik          | Konkurencja | Czas    | Pozycja | 1              | 2              | Czas całkowity | Pozycja | Czas końcowy     | Pozycja          | Źródło |
| ----------------- | ----------- | ------- | ------- | -------------- | -------------- | -------------- | ------- | ---------------- | ---------------- | ------ |
| Sindri M. Palsson | Kombinacja  | 1:46.04 | 53.     | DNF            | DNF            | DNF            | DNF     | Nieklasyfikowany | Nieklasyfikowany | [ 4 ]  |

#### Kobiety
| Zawodnik                 | Konkurencja   | 1. przejazd | 1. przejazd | 2. przejazd | 2. przejazd | Czas końcowy     | Pozycja          | Źródło |
| Zawodnik                 | Konkurencja   | Czas        | Pozycja     | Czas        | Pozycja     | Czas końcowy     | Pozycja          | Źródło |
| ------------------------ | ------------- | ----------- | ----------- | ----------- | ----------- | ---------------- | ---------------- | ------ |
| Dagny L. Kristjansdottir | Zjazd         | 1:59.43     | 23.         | Nie dotyczy | Nie dotyczy | 1:59.43          | 23.              | [ 5 ]  |
| Dagny L. Kristjansdottir | Supergigant   | 1:34.56     | 23.         | Nie dotyczy | Nie dotyczy | 1:34.56          | 23.              | [ 5 ]  |
| Dagny L. Kristjansdottir | Slalom gigant | DNF         | DNF         | NQ          | NQ          | Nieklasyfikowany | Nieklasyfikowany | [ 5 ]  |

| Zawodnik                 | Konkurencja | Slalom         | Slalom         | Slalom         | Slalom  | Zjazd   | Zjazd   | Czas końcowy | Pozycja | Źródło |
| Zawodnik                 | Konkurencja | Czas przejazdu | Czas przejazdu | Czas całkowity | Pozycja | Czas    | Pozycja | Czas końcowy | Pozycja | Źródło |
| Zawodnik                 | Konkurencja | 1              | 2              | Czas całkowity | Pozycja | Czas    | Pozycja | Czas końcowy | Pozycja | Źródło |
| ------------------------ | ----------- | -------------- | -------------- | -------------- | ------- | ------- | ------- | ------------ | ------- | ------ |
| Dagny L. Kristjansdottir | Kombinacja  | 44.23          | 48.37          | 1:32.60        | 31.     | 1:31.65 | 16.     | 3:04.25      | 28.     | [ 5 ]  |